# Reacción radicalaria
En química, una reacción radicalaria o reacción por radicales libres es cualquier reacción química que involucra a radicales libres. Este tipo de reacción es abundante en reacciones orgánicas.
Dos estudios pioneros en las reacciones radicalarias fueron el descubrimiento del radical trifenilmetilo por Moses Gomberg (1900) y el experimento del espejo de plomo descrito por Friedrich Paneth en 1927. En este último experimento, se descompuso tetrametilplomo a temperatura elevada produciéndose radicales metilo y plomo elemental en un tubo de cuarzo. Los radicales metilo gaseosos son llevados a otra parte de la cámara en un gas portador, donde reaccionan con plomo en una película especular, que desaparece lentamente.
Cuando las reacciones radicalarias son parte de la síntesis orgánica, frecuentemente los radicales son generados a partir de iniciadores radicalarios como peróxidos o compuestos azobis. Muchas reacciones radicalarias son reacciones en cadena con un paso de iniciación de la cadena, un paso de propagación de la cadena, y un paso de terminación de la cadena. Los inhibidores de reacción ralentizan una reacción radicalaria. Las reacciones radicalarias se dan frecuentemente en fase gaseosa, frecuentemente son iniciadas por luz, y son rara vez catalizadas por ácido o base, puesto que no dependen de la polaridad del medio de reacción. Las reacciones son similares tanto en fase gaseosa como en fase de solución.

## Cinética
La cinética química de una reacción radicalaria depende de todas las reacciones individuales, esto es, de su dinámica. En el estado inicial, las concentraciones de la especie iniciadora (I.) y de la especie terminante T. son despreciables, por lo que la velocidad de iniciación y la velocidad de terminación son iguales. La velocidad de reacción global puede ser escrita como:
{\displaystyle \ velocidad=k_{obs}[I]^{3/2}\,}
con un orden de enlace de 1,5 con respecto a la especie iniciadora.
La reactividad de diferentes compuestos hacia un cierto radical se mide en los experimentos de competencia. Los compuestos que llevan enlaces carbono-hidrógeno reaccionan con radicales en el orden primario < secundario < terciario < bencilo < alilo, reflejando el orden en la energía de disociación de enlace
Muchos efectos estabilizantes pueden ser explicados como efectos de resonancia, un efecto específico de los radicales es el efecto captodativo.

## Reacciones
Algunos tipos de reacciones importantes que involucran radicales libres son:
- Sustitución radicalaria, por ejemplo la halogenación radicalaria y la autooxidación.
- Reacciones de adición radicalaria, por ejemplo la arilación de Meerwein.
- Reacciones radicalarias intramoleculares (sustitución o adición), tales como la reacción de Hofmann-Löffler o la reacción de Barton.
- Reacciones de transposición radicalaria, que son raras comparadas con las transposiciones que involucran a carbocationes, y están restringidas a las migraciones de arilo.
- Reacciones de fragmentación u homólisis, por ejemplo la reacción de Norrish, la reacción de Hunsdiecker y ciertas descarboxilaciones. Para fragmentaciones que suceden en espectrometría de masas, véase análisis de espectros de masa.
- Transferencia de electrón, por ejemplo, la descomposición de ciertos perésteres por Cu(I), que es una reducción por un solo electrón, formando Cu(II), un radical de oxígeno alcoxi y un carboxilato. Otro ejemplo es la electrólisis de Kolbe.
- Sustitución aromática radical-nucleofílica, un caso especial de sustitución nucleofílica aromática, que puede ser formada por reacción fotoquímica y reacción de fisión térmica, o por una reacción de oxidación y reducción.

Algunas reacciones específicas que involucran radicales libres son la combustión, pirólisis y cracking